# Cryptocentroides
Cryptocentroides är ett släkte av fiskar. Cryptocentroides ingår i familjen smörbultsfiskar.
Kladogram enligt Catalogue of Life:
| Cryptocentroides | \| \| Cryptocentroides arabicus \| \| \| \| \| \| Cryptocentroides gobioides \| \| \| \| \| \| Cryptocentroides insignis \| \| \| \| |
|                  | \| \| Cryptocentroides arabicus \| \| \| \| \| \| Cryptocentroides gobioides \| \| \| \| \| \| Cryptocentroides insignis \| \| \| \| |
|                  | Cryptocentroides arabicus |
|                  | |
|                  | Cryptocentroides gobioides |
|                  | |
|                  | Cryptocentroides insignis |
|                  | |